# Micrathyria occipita
Micrathyria occipita là loài chuồn chuồn trong họ Libellulidae. Loài này được Westfall miêu tả khoa học đầu tiên năm 1992.